# Contributor License Agreement
Ein Contributor License Agreement (CLA), auch Contributor Agreement, ist ein Dokument, in dem die Bedingungen beschrieben sind, unter denen geistiges Eigentum zu einem Projekt oder Vorhaben beigetragen werden kann; meist handelt es sich um ein Software-Projekt unter einer Open-Source-Lizenz.

## Zweck
CLAs sind hilfreich, um es Anbietern zu erleichtern, lizenzkonform Open-Source-Software zu vertreiben – das CLA vermeidet Lizenz-Streitigkeiten. Ebenso kann es dem „Haupt-Software-Produzenten“ erlauben, „seine“ Open-Source-Software auf ein anderes Lizenzmodell umzustellen, ohne die Genehmigung Dritter einholen zu müssen, die ebenfalls dazu beigetragen haben.
Der Zweck eines CLAs ist, sicherzustellen, dass der Projekt-Beaufsichtiger die nötigen Rechte und Genehmigungen besitzt bzgl. sämtlicher Beiträge, um das Projekt/die Software unter der gewählten Lizenz zu vertreiben. Oft bedeutet dies, dass beitragende Dritte dem „Projekt-Eigner“ sehr weitgehend ihre Rechte am geistigen Eigentum abgeben müssen, meist bzgl. jeglichen Beitrags zum Projekt. Oft müssen sie dem Projekt-Eigner auch umfangreiche nicht widerrufbare Lizenz- und Verwendungsrechte an all ihren Beiträgen einräumen, um beitragen zu dürfen.
Gelegentlich dienen CLAs auch dazu, die Beitragenden bzgl. ihrer Rechte am geistigen Eigentum zu sensibilisieren.

## Verwendungsbeispiele
Die Free Software Foundation (FSF) verwendet seit den 1980ern ein vollständiges Copyright Assignment, um Lizenzverstöße in den USA durchzusetzen. Für die FSF gilt es auch im Sterbefall eines Entwicklers handlungsfähig zu bleiben, wenn die Erben keinerlei Bezug zu freien Lizenzen hätten. Die Eclipse Foundation setzt ein Contributor License Agreement und eine Abzeichnung jedes Einzelbeitrags bei git voraus. Zwischen dem KDE-Projekt und Digia besteht ein Vertrag, der regelt, dass die Rechte von Beiträgen aus der Gemeinschaft für Qt bei Digia verbleiben und gleichzeitig bei Einstellung der Entwicklung das Projekt unter der liberalen BSD-Lizenz freigegeben wird. Bei der Apache Software Foundation bleiben die Urheberrechte beim Entwickler selbst, die Stiftung räumt sich aber ein die Lizenz zu wechseln. Die Firma Canonical stellt als „Project Harmony“ eine allgemeine Vorlage auch für andere Firmen und Projekte bereit. Diese sollen sich dadurch laut Mark Shuttleworth einen Wettbewerbsvorteil verschaffen.

## Nachteile
Ein kompliziertes juristisches Dokument abzuzeichnen kann Neuankömmlinge in einem Projekt zunächst abschrecken. Ein Lizenzwechsel um ein kommerzielles Produkt zu erstellen, kann Entwickler vor den Kopf stoßen, denen Open Source wichtig war. Zudem kann ein Arbeitgeber untersagen, dass ein CLA unterzeichnet werden darf, wenn er der Rechteabtretung an einen Dritten nicht zustimmt. So geht die Neuentwicklung von systemd darauf zurück, dass die Anwälte von Canonical nicht kompromissbereit waren und so für viele Entwickler keine Mitarbeit an upstart möglich war. Die Problematik wurde bei dem Projekt Mir verstärkt, da nur Canonical vertraglich in der Lage wäre den Display-Server unter einer Lizenz ohne strenges Copyleft zu vertreiben. An der gleichen Problematik war auch die Benutzeroberfläche Unity bereits gescheitert.  Bei Audacity führte der CLA für Unmut, da ein neuer Eigentümer Telemetrie nachträglich in die Software einbauen wollte.